# Proletarskaja (metropolitana di Mosca)
Proletarskaja in russo Пролетарская?, letteralmente Stazione del Proletariato, è una stazione della Metropolitana di Mosca situata sulla Linea Tagansko-Krasnopresnenskaja. La stazione fu inaugurata il 31 dicembre 1966, come parte del ramo Žadovskij, e prende il nome da un vicino quartiere di Mosca.
Fu costruita secondo il tipico design funzionale della metropolitana moscovita degli anni sessanta e come altre stazioni costruite all'epoca, manca di innovazioni decorative che invece sono mostrate da altre famose fermate. Gli architetti Julija Kolesnikova e Yurij Vdovin decisero di ricoperire i pilastri con marmo bianco e il pavimento con granito grigio di varie tonalità e labradorite. Le mura sono ricoperte in piastrelle in ceramica bianche e nere, che recano decorazioni a forma di falce e martello di alluminio anodizzato. La stazione ha ingressi sotterranei collegati con i sottopassaggi al di sotto di Piazza Krestjanskaja Zastava, con ingressi coperti da pensiline in cemento. Nel 1997 fu costruito un sovrappasso pedonale sopra il binario nord, che serve come collegamento con l'ingresso comune della stazione Krest'janskaja Zastava della Linea Ljublinskaja. Attualmente, la stazione ha un traffico quotidiano di passeggeri di 61.860 persone che transitano dagli ingressi, mentre altre 120.300 persone accedono alla stazione tramite il collegamento con la linea Ljublinskaja.